# Stremlow
Stremlow ist ein Ortsteil der Stadt Tribsees im Landkreis Vorpommern-Rügen in Mecklenburg-Vorpommern. Sie wird vom Amt Recknitz-Trebeltal mit Sitz in der Stadt Tribsees verwaltet.

## Geschichte
Der Turmhügel in Stremlow ist gut erhalten und deutet auf eine erste Bebauung im 12. Jahrhundert hin. Gutsbesitzer in Stremlow waren u. a. die Pommernherzöge und – zum geringeren Teil – das Kloster Neuenkamp sowie die Familie Adam Behr (ab 1591, möglicherweise schon seit dem 13. Jahrhundert). Georg von Behr verlor durch den schwedischen Feldmarschall Johan Baner im Jahr 1638 das Gut und schenkte es Oberst Hans Graf von Wachtmeister. 1815 kaufte es der königlich schwedische und königlich preußische Oberst, der Johanniterritter Gustav Bernhard Ritter von Hennigs gemeinsam mit dem benachbarten Gut Techlin, welches heute noch in Teilen von der Familie von Hennigs bewirtschaftet wird. Stremlow wurde nach Angaben aus der Literatur des Genealogischen Handbuch des Adels mit 650 Hektar im Jahr 1883 an Georg von Bülow für 650.000 Mark verkauft. Seit 1918 war bis 1945 Herbert von Bülow der Besitzer, der dann entschädigungslos enteignet wurde.
Das Gutshaus stammte von nach 1883; es war – durch Brand beschädigt – nach 1945 Flüchtlingsunterkunft, später Verwaltungssitz der Maschinen-Traktoren-Station (MTS), dann der LPG, außerdem war im Haus eine Konsum-Verkaufsstelle. Eigentümer wurde dann der Kreisbetrieb für Landtechnik (KFL), der in den Wirtschaftsgebäuden des Gutes etabliert war. In den 1970er Jahren wurde das Haus geräumt und stand danach leer. Der KFL ließ das Gutshaus 1988 wegen angeblich "nicht reparabler Baumängel und Schäden" abreißen.
Nach 1990 etablierte sich im ehemaligen Gutsareal der Strukturförderverein Trebeltal. Dieser richtete in den Gebäuden Werkstätten für ABM-Projekte ein. So wurde eine Heimatstube, eine landwirtschaftliche Gerätesammlung, eine Steinofen-Brotbäckerei, ein Streichelzoo, ein Biker-Hotel und eine Slawensiedlung mit Blockhäusern, Viehställen, Brennofen und Teerschwelerei aufgebaut. Park und Dorfgelände wurden restauriert und gepflegt.
Wahrzeichen des Dorfes ist eine ca. 600–700 Jahre alte Eiche mit einem Storchennest oben auf dem Stumpf.

## Geografie und Verkehrsanbindung
Stremlow liegt südöstlich des Kernortes Tribsees. Unweit nördlich vom Ort verlaufen die Landesstraße L 19 und die A 20. Unweit westlich erhebt sich der 10,9 m hohe Katharinenberg.

## Sehenswürdigkeiten
In der Liste der Baudenkmale in Tribsees sind für Stremlow fünf Baudenkmale aufgeführt.

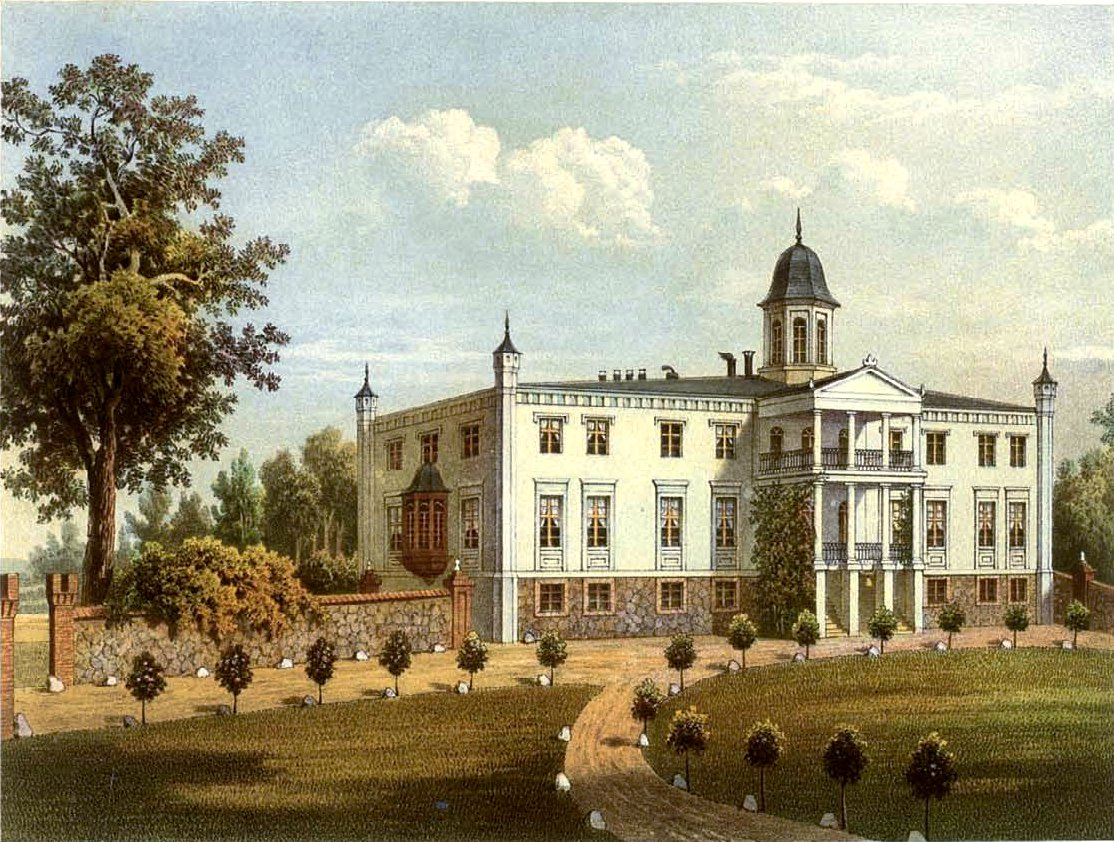
Rittergut Stremlow (zwischen 1861 und 1862) nach Alexander Duncker ZLB
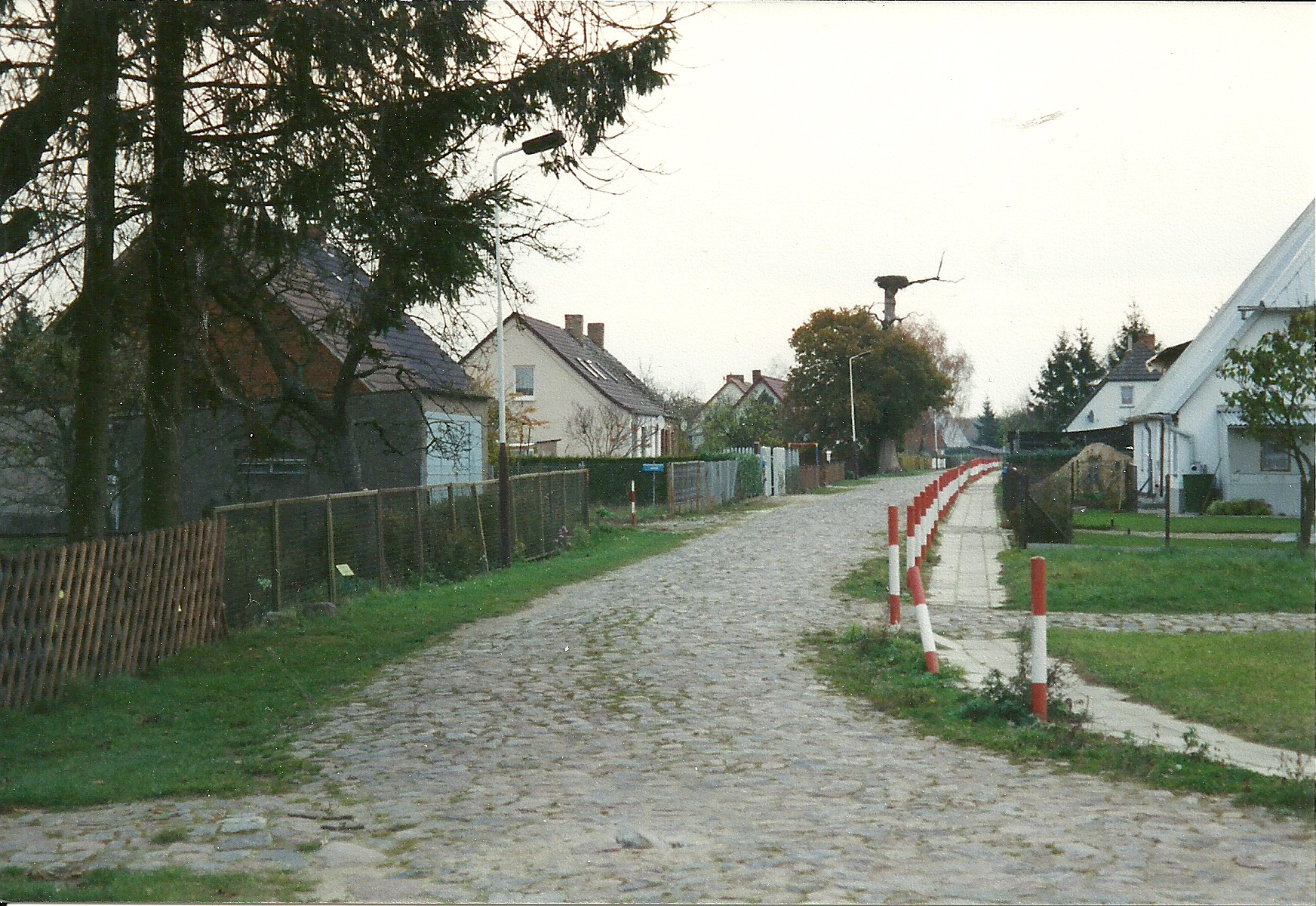
Dorfstraße in Stremlow mit Storchenbaum (1999)
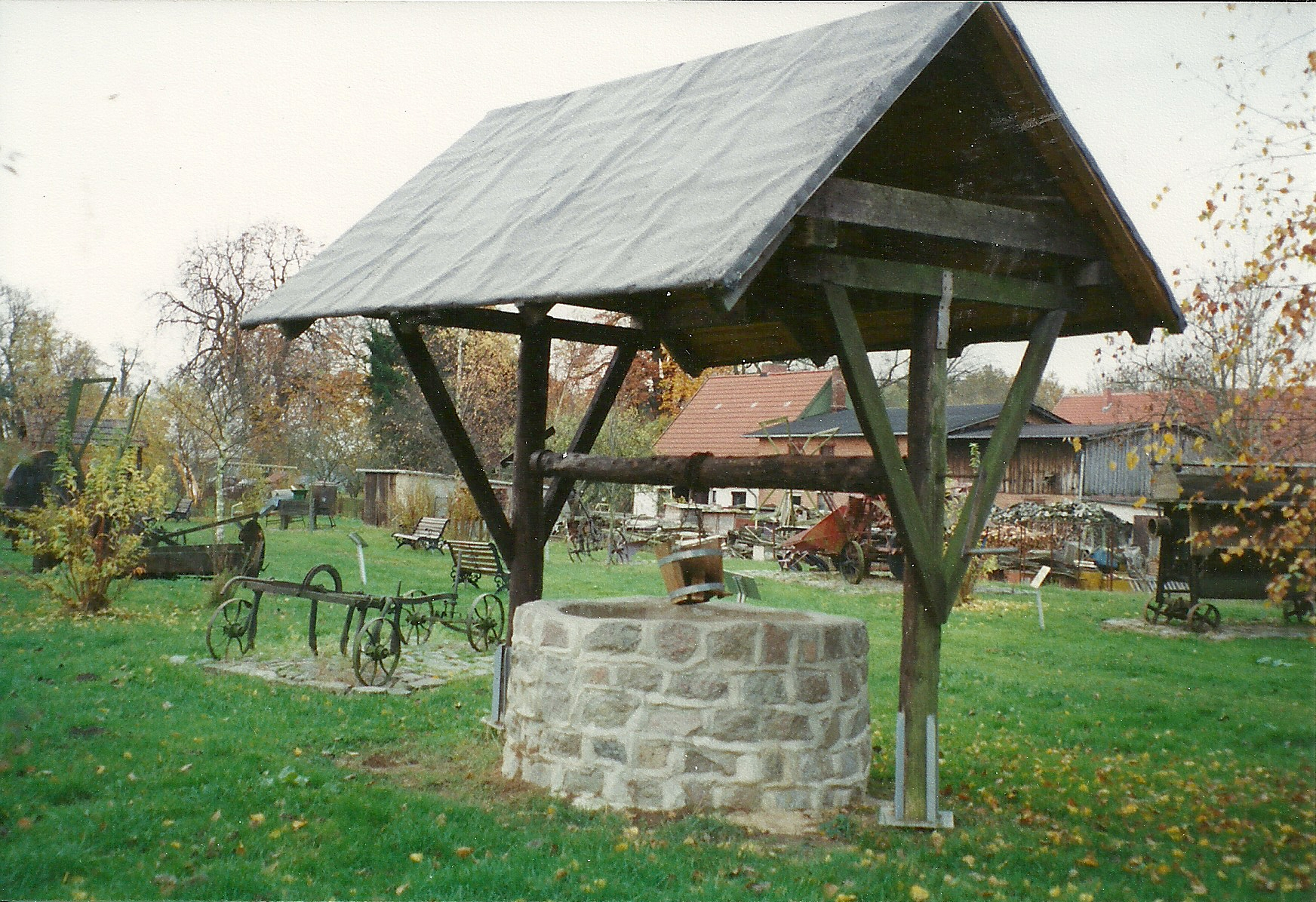
Ausstellung landwirtschaftlicher Geräte (1999)
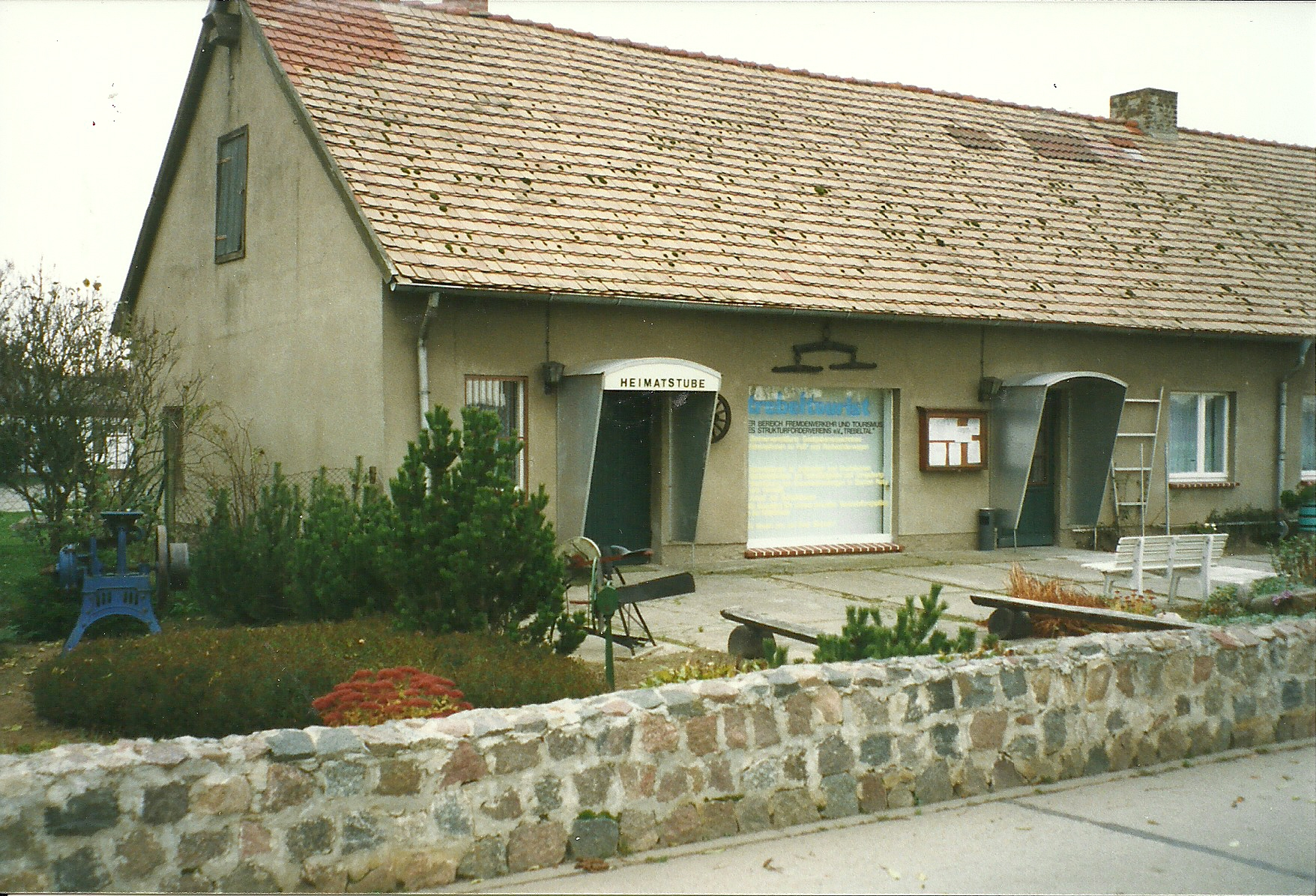
Heimatstube Stremlow (1999)
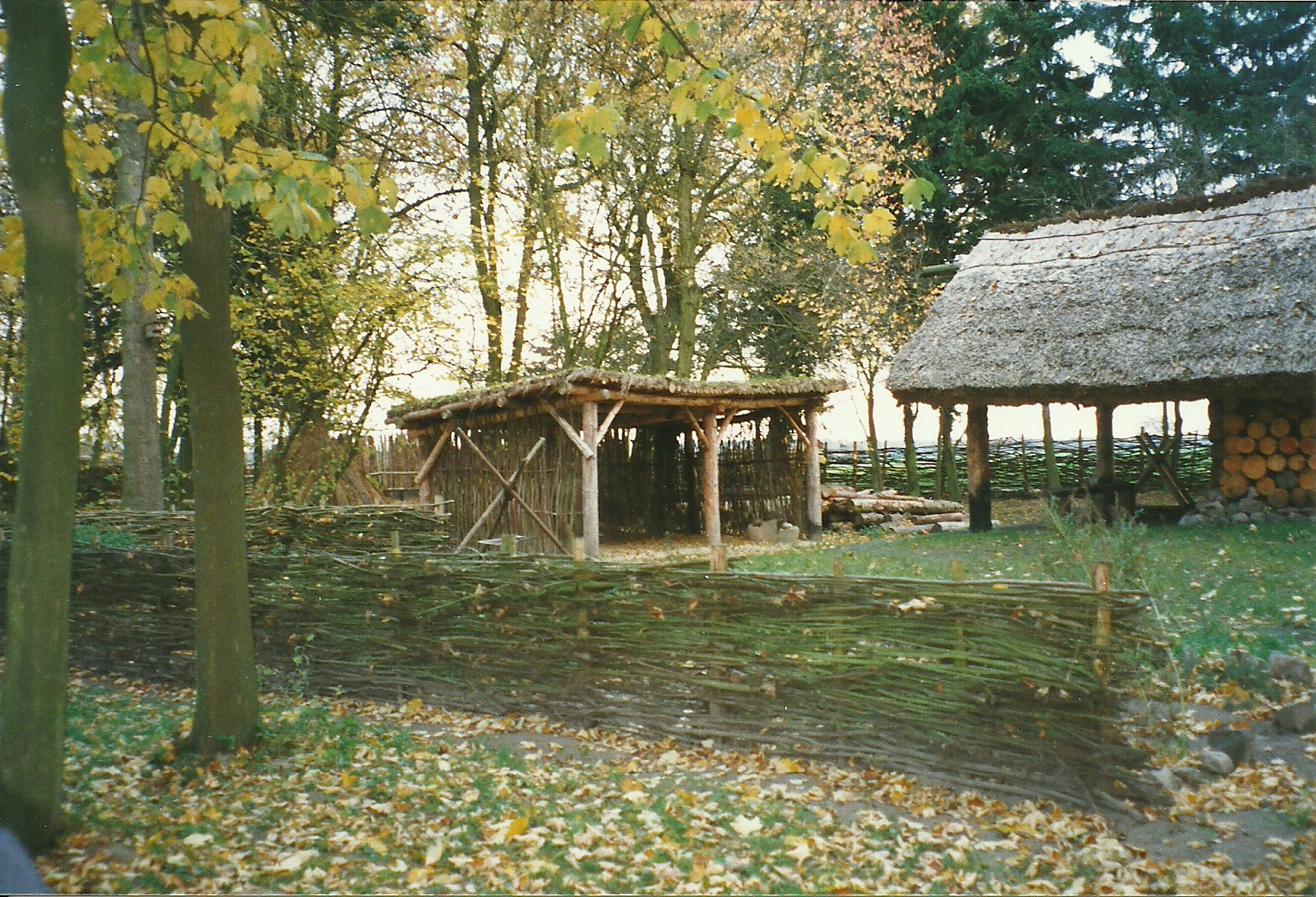
Slawensiedlung Stremlow (1999)
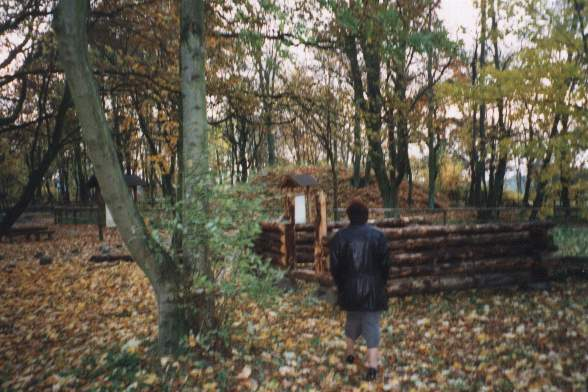
Turmhügel Stremlow (1998)

## Söhne und Töchter des Ortes
- Heinrich Graf von Hardenberg (1902–1980), Diplomat
- Victor Carl Gustav von Hennigs (1848–1930), preußischer Offizier, zuletzt General der Kavallerie
- Waldemar Gustav Carl von Hennigs (1849–1917), preußischer Generalleutnant